# Шоколи, Николай Александрович
Николай Александрович Шоколи (1887 — 1963) — участник Белого движения, первопоходник, командир Константиновско-Михайловской батареи, полковник.

## Биография
Из потомственных дворян Киевской губернии. Сын полковника Александра Викентьевича Шоколи. Младший брат Александр (1892—1919) — также офицер, георгиевский кавалер.
Окончил Владимирский Киевский кадетский корпус (1904) и Михайловское артиллерийское училище с занесением имени на мраморную доску (1907), откуда выпущен был подпоручиком в лейб-гвардии 2-ю артиллерийскую бригаду. В 1912 году окончил Михайловскую артиллерийскую академию. Произведён в поручики 18 апреля 1910 года, в штабс-капитаны — 6 апреля 1914 года.
С началом Первой мировой войны, 26 февраля 1915 года переведён в лейб-гвардии Тяжелый артиллерийский дивизион. За боевые отличия награждён всеми орденами до ордена Св. Владимира 4-й степени включительно. С 29 октября 1916 года был прикомандирован к Михайловскому артиллерийскому училищу в качестве младшего офицера, а 28 декабря того же года произведён в капитаны.
В ноябре 1917 года прибыл на Дон во главе группы юнкеров-михайловцев, был зачислен в Добровольческую армию и назначен командиром Константиновско-Михайловской батареи. Участвовал в 1-м Кубанском походе: в феврале—марте 1918 года — в 4-й батарее, затем в 1-й батарее 1-го легкого артиллерийского дивизиона и управлении начальника артиллерийских снабжений. Был произведён в полковники. С 13 июля 1919 года назначен преподавателем Кубанского военного училища. Эвакуировался из Севастополя до августа 1920 года на корабле «Вел. князь Александр Михайлович».
В эмиграции в Югославии. Состоял членом Общества офицеров-артиллеристов и членом Союза русских инженеров. В конце Второй мировой войны, при формировании РОА, был назначен начальником отдела кадров штаба вспомогательных (технических) войск. После войны переехал в США. Состоял председателем Общества Офицеров-артиллеристов.
Скончался в 1963 году в Нью-Йорке. Был женат на Вере Тимофеевне Голяховской (1885—1985), имел дочь.

## Награды
- Орден Святого Станислава 3-й ст. «за отличные успехи в науках» (ВП 24.05.1912)
- Орден Святой Анны 3-й ст. с мечами и бантом (ВП 10.11.1914)
- Орден Святой Анны 2-й ст. с мечами (ВП 4.03.1915)
- Орден Святого Владимира 4-й ст. с мечами и бантом (ВП 8.04.1915)
- Орден Святого Станислава 2-й ст. с мечами (ВП 2.05.1915)
- Орден Святой Анны 4-й ст. с надписью «за храбрость» (ВП 15.12.1916)